# اوواریسین
اوواریسین (به انگلیسی: Uvaricin) یک ترکیب شیمیایی با شناسه پاب‌کم ۴۴۱۶۴۵ است.